# HD 32428
HD 32428，又名BD+32 879，SAO 57614、HR 1627，是一颗恒星，视星等为6.62，位于銀經172.25，銀緯-5.41，其B1900.0坐标为赤經4h 58m 8s，赤緯+32° -5.41′ 53″。